# Virginia Rogin
Virginia Rogin (cunoscută și ca Virginia Rogin-Gândilă, n. 19 noiembrie 1951, Piatra Neamț) este o actriță română de teatru și film.

## Biografie
A urmat cursurile Facultății de Teatru, secția Actorie, din cadrul Institutul de Artă Teatrală și Cinematografică din București, la clasa profesorului Dem Rădulescu. A activat ca actriță la Teatrul Tineretului Piatra Neamț (1977-1981), Teatrul Ion Vasilescu din București (1983-1986) și apoi la Teatrul Odeon (din 1987).

## Filmografie
- Ultima noapte a singurătății (1976) - învățătoarea
- Bunicul și doi delincvenți minori (1976)
- Septembrie (1978) - interpreta
- Aurel Vlaicu (1978)
- Ecaterina Teodoroiu (1978) - maica Veronica
- Rețeaua S (1980) - Lidia
- Buletin de București (1983)
- Viraj periculos (1983)
- Lișca (1984)
- Pădurea de fagi (1987) - telefonistă
- Divorț... din dragoste (1992)
- Ultimul stinge lumina (2003) - soția lui Aristide
- Păcatele Evei (2005) - Bubulina
- Lacrimi de iubire (2006) - Sabina
- Viața fără ea (2006) - Maria
- Mamă după ora 5 (2006)
- Iubire cu pumnul (2006) - Teodora
- Iubire ca în filme (2006) - Matilda Enache
- Bărbatul soțului meu (2006) - Veronica
- Inimă de țigan (serial TV, 2007) - vrăjitoarea Sulfina
- Tache (2008) - florăreasa
- Regina (serial TV, 2008) - Sulfina
- Aniela (serial TV, 2009) - Varvara
- Iubire și onoare (serial TV, 2010) - Sharifa
- Îngeri pierduți (serial TV, 2013) - Venus
- Funeralii fericite (2013)
- Când mama nu-i acasă (2017) - Zorica
- O grămadă de caramele (2017) - Zorica
- Fructul oprit (2018-2019) - Doina Ursu
- Sacrificiul (2019-2020) - Mama Gela
- Obsesia Evei[3] (serial TV, 2020, sezonul 3, episodul 5) - Nadejda
- Complet necunoscuți (2021)
- Adela (2022) - Tanti Mioara
- Hai hui în timp (2022)
- Lasă-mă, îmi place! Camera 609 (2023) - Elisabeta Pop